# جالیکانو
جالیکانو (به ایتالیایی: Gallicano) یک کومونه در ایتالیا است که در استان لوکا واقع شده‌است.

## خصوصیات
جالیکانو ۳۰٫۵ کیلومترمربع مساحت و ۳٬۹۳۱ نفر جمعیت دارد و ۱۸۶ متر بالاتر از سطح دریا واقع شده‌است.